# Línea B70 (Córdoba)
Línea B70, una línea barrial de transporte urbano de pasajeros de la ciudad de Córdoba, Argentina. El servicio está actualmente operado por la empresa ERSA.

## Recorrido
De CPC Empalme a CPC Centro América.
 Servicio diurno.
IDA: De la rotonda del Arco de Córdoba por Sabattini, Punilla, Agustín Garzón, Ramos Mejías, San Jerónimo, Río de la Plata, López y Planes, Bernardo de Irigoyen, Obispo Maldonado, República Dominicana, Larrea – Salto – Roma – Catamarca – Av. patria - Padre Luis Monti – Celedonio Flores –  Av. Malvinas Argentinas – Alsina – Capdevila – Rancagua – San Fernando – Bausch – Parravicini – Juan B. Justo – Góngora – Hasta Lavalleja.
REGRESO: De Góngora y Lavalleja, por Lavalleja – Anacreonte – Jujuy – Góngora – Juan B. Justo – Parraviccini- Bausch – San Fernando – Rancagua – Ramón Lista – Diaz Colodrero – Capdevila – Altolaguirre –  Bulnes – Ángel Villada – Cochabamba – Av.Patria – Sarmiento – Viamonte – Larrea – República Dominicana – Alejandro Carbó – Obispo Maldonado – Pellegrini – Estados Unidos – Ramos Mejías – Agustín Garzón – Punilla – Jachal – Tancacha – Sabattini  hasta el Arco de Córdoba.